# Millienhagen-Oebelitz
Millienhagen-Oebelitz település Németországban, Mecklenburg-Elő-Pomeránia tartományban. Lakosainak száma 325 fő (2023. december 31.).

## Népesség
A település népességének változása:
| Lakosok száma | 358  | 336  | 339  | 330  | 327  | 325  |
|               | 2014 | 2017 | 2019 | 2021 | 2022 | 2023 |